# Uttar 24 Parganas
Uttar 24 Parganas (উত্তর চব্বিশ পরগণা জেলা, engelska North 24 Parganas) är ett distrikt i de indiska delstaten Västbengalen, nära delstatshuvudstaden Kolkata. Distriktets huvudort är Barasat, andra viktiga städer är bland andra Naihati, Barrackpur, Baranagar, North Dum Dum och South Dum Dum.
Distriktets folkmängd är 9 025 832 invånare (2001). I distriktet valdes till Lok Sabha i 2004 års val totalt 4 parlamentariker; 2 för Communist Party of India (Marxist), 1 Communist Party of India och 1 All India Forward Bloc